# 327.ª División de Infantería (Wehrmacht)
La 327 División de Infantería de la Wehrmacht fue una división militar del Heer durante el Tercer Reich.

## Historia
La división se formó el 15 de noviembre de 1940 en Viena, entonces parte del Tercer Reich tras el anschluss quedando instaurado dentro del distrito 17.
En mayo de 1941 fue enviada a Francia para controlar la línea de demarcación junto al Grupo de Ejércitos D. A partir de diciembre se unirían se incorporarían al séptimo ejército en Bretaña para defender la zona ocupada y el litoral. Al año siguiente participaron en la invasión de la Francia Libre con el objetivo de hacerse con la costa mediterránea.
En marzo de 1943 fueron trasladados al frente oriental para participar en la batalla de Kursk. Tras la contienda se dirigieron a Kiev y Yitomir, RSS de Ucrania.
Tras el fin de la Segunda Guerra Mundial, la división fue disuelta.